# Видавнича справа
Видавни́ча спра́ва — сфера суспільних відносин, що поєднує в собі організаційно-творчу та виробничо-господарську діяльність юридичних і фізичних осіб, зайнятих створенням, виготовленням і розповсюдженням видавничої продукції.
Вида́ння — твір (документ), який пройшов редакційно-видавниче опрацювання, виготовлений друкуванням або іншим способом, містить інформацію, призначену для поширення, і відповідає вимогам державних стандартів, інших нормативних актів щодо видавничого оформлення, поліграфічного і технічного виконання.
Редакційно-видавничий процес — це сукупність обумовлених практикою книговидання послідовних дій видавничих працівників, спрямованих на підготовку і випуск у світ того чи іншого виду видавничої продукції, який складається з 4 етапів:
- підготовчий (пошук потрібного автора та оригіналу)
- редакційний (рецензування, перше читання, літературне редагування, технічне редагування, верстка, читання верстки, виведення верстки на папір, звірка, виведення оригінал-макета на плівки, художнє оформлення)
- виробничий (поліграфія)
- маркетинговий (реалізація)